# 贾瑞 (红楼梦)
贾瑞，贾府义学塾贾代儒的长孙。父母早亡，由祖父養大，贾代儒對贾瑞管教極為嚴格，但是贾瑞令人失望。他性格爱贪便宜，在学中以公报私，勒索子弟们请他，一任薛蟠横行霸道。在宁国府为贾敬举办寿宴时碰上王熙凤，便又动了不轨之意。三番五次骚扰王熙凤，屡教不改。平儿骂他：“癞蛤蟆想天鹅肉吃，没人伦的混帐东西，起这个念头，叫他不得好死！”
王熙凤毒设相思局诓骗賈瑞，令其疯癫。后有一跛足道人借給賈瑞一面寶鏡，賈瑞看著風月寶鑑，一直幻想與凤姐顛鸞倒鳳，“自觉汗津津的，底下已遗了一滩精，心中到底不足”，最後遺精而死。 
有一种观点认为焦大說“养小叔子”是指王熙凤和贾瑞。
红学索隐派之一认为《红楼梦》故事影射清初宫廷历史，贾瑞影射降清的汉臣。